# Christa Krammer

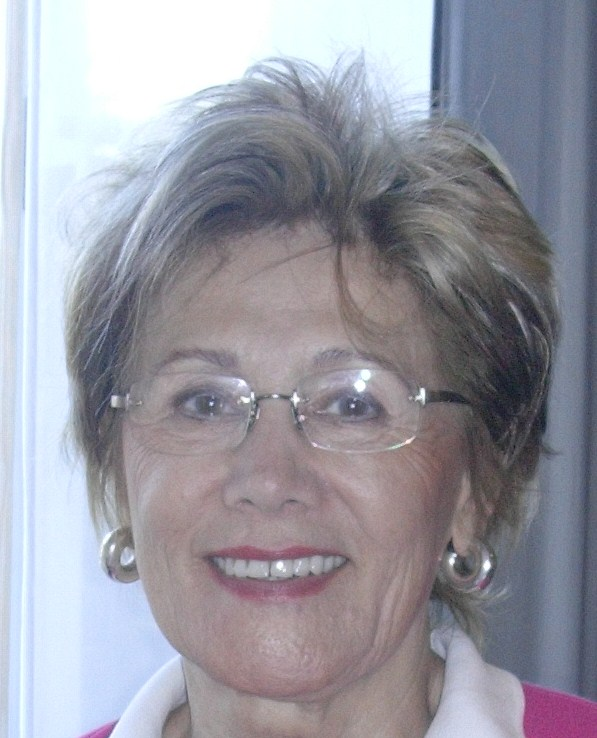
Christa Krammer (2009)

Christa Krammer (* 22. Juni 1944 in Deutschkreutz) ist eine österreichische Politikerin (SPÖ).
Christa Krammer studierte Staatswissenschaften an der Universität Wien.
Danach war sie im Bank- und Schulwesen tätig. Von 1984 bis 1987 war sie Direktorin an der Bundeshandelsakademie und Bundeshandelsschule Oberpullendorf.
Krammer war von 1987 bis 1994 Mitglied der Burgenländischen Landesregierung als Landesrätin für die Bereiche Kultur, Gesundheit und Soziales. Von 1994 bis 1997 war sie Bundesministerin für Gesundheit und Konsumentenschutz, von 1997 bis 1998 Abgeordnete zum Nationalrat. Von 1999 bis 2001 war sie als Volksanwältin tätig.

## Auszeichnungen
- Großes Goldenes Ehrenzeichen am Bande für Verdienste um die Republik Österreich[1] (2001)